# Specklinia
Specklinia é um género botânico pertencente à família das orquídeas (Orchidaceae).
Foi proposto por John Lindley em The Genera and Species of Orchidaceous Plants 8, em 1830, e seu lectótipo designado por Garay e Sweet é o Epidendrum lanceola, espécie da América Central e Jamaica descrita por Swarts em 1788.

## Taxonomia
Até recentemente Luer vinha tratando este gênero como subgênero de Pleurothallis, entretanto em 2001, Mark Chase et al., publicaram no American Journal of Botany um estudo preliminar sobre a filogenia desta subtribo que sugere diferente tratamento. Segundo os resultados encontrados, este subgênero, deveria ser dividido, em parte elevado à categora de gênero, em parte transferido para Anathallis.
De acordo com a proposta de Chase et al. formariam este gênero as secções Hymenodanthe, Muscariae e Tribuloides de Specklinia; os subgêneros Empusella e Pseudoctomeria de Pleurothallis, além do gênero Acostaea. Destes todos apenas das duas primeiras seções existem exemplares no Brasil.
O conceito de Luer sobre Specklinia, publicado em 2007, é ainda mais restrito, e inclui somente pouco mais de uma dúzia de espécies que correspondem apenas à subsecção Longicaulae da secção Hymenodantae. A planta tipo desta secção é a Pleurothallis grobyi Batem. ex. Lindley, agora Specklinia grobyi.
O gênero Specklinia vem inserido no sexto grande clado da subtribo Pleurothallidinae na seguinte ordem de gêneros: Andinia, Dryadella, Specklinia, Acostaea, Platystele e Scaphosepalum. O sétimo grupo está inserido entre os clados formados por Pleurothallis e Stelis de um lado e Luerella do outro.

## Descrição
São plantas pequenas, de caules curtos e inflorescência racemosa, normalmente mais longa que as folhas, com flores abertas de forma simultânea; as flores com pétalas membranosas simples e coluna grande ou alongada, geralmente com dentes e antera ventral, e labelo simples articulado com o pé da coluna.
Algumas espécies no Brasil são:
1. Specklinia acutidentata
2. Specklinia barbosana
3. Specklinia deltoglossa
4. Specklinia grobyi
5. Specklinia marginalis
6. Specklinia picta
7. Specklinia pleurothalloides
8. Specklinia spiculifera
9. Specklinia rubidantha  Chiron & Ximenes Bolsanello,  (2009)
10. Specklinia subpicta
11. Specklinia truncicola.